# Quattro visioni dell'Aldilà
Le Quattro visioni dell’Aldilà sono una serie di quattro dipinti a olio su tavola di Hieronymus Bosch conservati alle Gallerie dell'Accademia di Venezia. 
L'analisi del supporto ligneo basata sulla dendrocronologia determina un terminus post quem al 1482, l'analisi stilistica pone la datazione dell'opera tra il 1500 ed il 1503.
Le dimensioni esatte di ciascun pannello sono le seguenti: (a) Caduta dei dannati = cm 88.8 x 39.6; (b) Inferno = cm 88.8 x 39.6; (c) Paradiso terrestre = cm 88.5 x 39.8; (d) Ascesa all'Empireo = cm 88.8 x 39.9. Il retro dei pannelli mostra una colorazione a finto marmo, rossa per (a) e (c); verde per (b) e (d).

## Storia
L’opera composta dei quattro pannelli è oggi conservata alle Gallerie dell'Accademia. In precedenza, facendo astrazione del periodo viennese tra il 1838 e il 1919, le tavole erano collocate a Palazzo Ducale si presume in seguito al lascito testamentario alla Serenissima da parte del cardinale Domenico Grimani deceduto nel 1523, sebbene l'inventario dell'epoca non offra certezze.

A partire per lo meno dal 1664 data della prima edizione delle Ricche Minere della Pittura Veneziana del Boschini, si trovavano, attribuite al Civetta insieme ad altre, nel «Transito che conduce alla sala dell'Eccelso Consiglio dei Dieci»
(Marco Boschini, Le minere della pittura : compendiosa informazione, Venezia, Francesco Nicolini, 1664, pagg. 23-24)
Stando alla ricostruzione proposta dallo Zanetti che nel 1733 pubblica l’edizione accresciuta del catalogo del Boschini, l’insieme di quindici quadretti è composto di otto paesaggi alla maniera antica, di un trittico e di «quattro bislunghi […] con bizzarre invenzioni» solo questi ultimi del Civetta. Lo stesso Zanetti ci informa che nel 1771 i «quattro [pezzi] in forme bislunghe stanno sulla parete alla destra del tribunale» avendo quindi lasciato il corridoio per essere esposte nella sala dei Capi del Consiglio dei X insieme al trittico di santa Liberata. 
L’attribuzione al Civetta, noto soprattutto come paesaggista, è al giorno d'oggi refutata ed attribuita alla scarsa accuratezza dei commentatori dell'epoca.
(Lorne Campbell, cit., pag. 472)

L'attribuzione al Bosch risale comunque alla prima descrizione dell'opera fornita dal patrizio veneziano e cultore d'arte reputato Marcantonio Michiel che nel 1521 attesta in casa del cardinal Grimani la presenza de: 
(Anonimo morelliano (alias Marcantonio Michiel), Notizia d'opere di disegno nella prima metà del secolo XVI esistenti in Padova Cremona Milano Pavia Bergamo Crema e Venezia scritta da un anonimo di quel tempo pubblicata e illustrata da D. Iacopo Morelli custode della Regia Biblioteca di S. Marco di Venezia, Bassano, 1800, pag. 77)
Non è chiaro se le quattro tavole fossero le ante laterali di due trittici, o le ante di un unico trittico con pannelli laterali sovrapposti, più raro nella conformazione, ma simile ad esempio a un’ancona di Dieric Bouts a Lovanio. Quest’ultima ipotesi è quella che prevale, in quanto i quattro pannelli possono essere raggruppati secondo la loro tematica in due insiemi raffiguranti l'Inferno a destra e il Paradiso a sinistra, secondo la disposizione che sarà ripresa nel trittico del Giudizio universale di Vienna e che si ritrova già in quello del Bouts. Le due tavole del Bouts, risalenti al 1470 e oggi conservate a Lilla raffigurano anch’esse la Caduta dei dannati e l’Ascesa degli eletti per cui costituiscono anche un utile termine di paragone per cogliere la novità della composizione del Bosch. In ambo i casi (cioè tanto per i quattro pannelli veneziani quanto per i due pannelli di Lilla), manca la pala centrale con la rappresentazione del Giudizio. Ammessa quindi l’ipotesi che le Quattro visioni dell'Aldilà facessero in origine parte di un insieme organizzato intorno ad un Giudizio universale, si presume che le tavole siano state separate dal pannello centrale poco dopo la morte dell’autore e così scomposte immesse sul mercato, alla stregua di altre quali il santa Liberata che subí un rifacimento di bottega consistente nel ricoprire le figure laterali dei committenti onde facilitarne la vendita. In assenza di documenti che ne attestino la provenienza, si suppone che le tavole del Bosch abbiano raggiunto Venezia tramite il tipografo e mercante fiammingo installato in laguna Daniel Bomberg. Quest’ultimo le avrebbe proposte al cardinal Grimani, con la probabile intermediazione del medico personale del cardinale, Abraham ben Meir de Balmes eminente grammatico ebreo di cui il Bomberg pubblicherà le opere.

### Datazione
La datazione delle opere del Bosch è notoriamente problematica. In assenza di elementi certi, capaci di sostenere una datazione assoluta, gli studiosi elaborano una disposizione diacronica basata essenzialmente su criteri stilistici e quindi sul presupposto implicito di uno sviluppo nella maniera dell’artista che dà luogo ad una datazione relativa articolata intorno ad una selezione di opere cardine, rispetto alle quali s’intende misurare il progresso stilistico del pittore. Il dibattito sui pannelli veneziani offre un’illustrazione delle difficoltà di metodo che affronta la critica d’arte.
In merito è pertanto utile accennare aulla polemica a distanza che ha opposto il Tolnay al Combe. Il primo situava il dipinto tra la Tentazione di sant’Antonio di Lisbona e il Giardino delle delizie del Prado. Il secondo e con lui l’attuale critica moderna, sottolineava le somiglianze con il trittico del Carro di fieno e tendeva pertanto ad interpretare le composizioni di Venezia come archetipi della produzione successiva piuttosto che come sviluppo intermedio a partire dalle premesse di Lisbona verso l’apice madrileno.
(Charles de Tolnay, Jérôme Bosch, cit., pag. 30)
(Jacques Combe, Jérôme Bosch, cit., pag. 27 e pag. 67 nota 71)

## Descrizione e stile

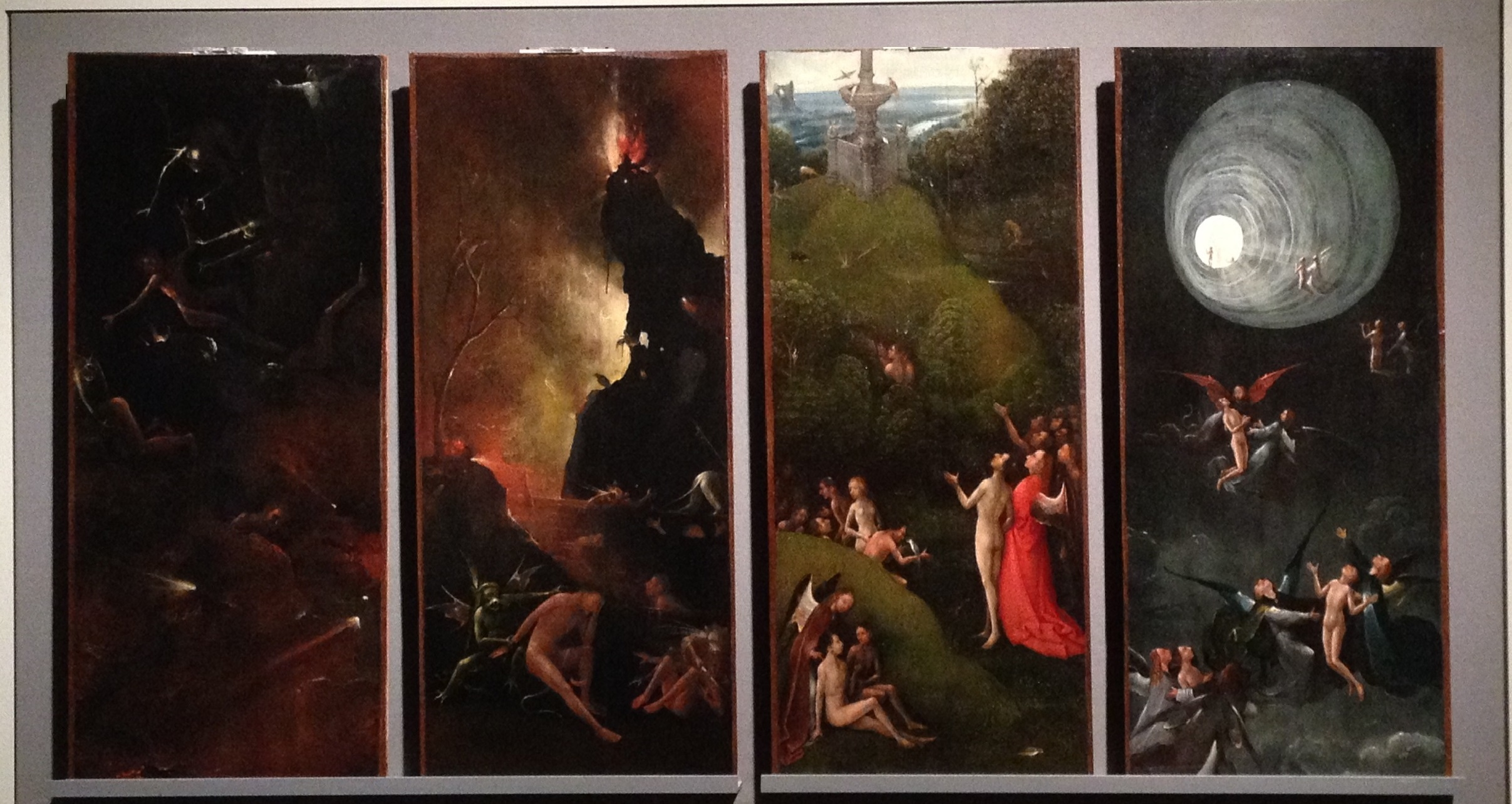
Le quattro tavole, come esposte per alcuni anni a palazzo Grimani

La disposizione oggi adottata a Palazzo Grimani propone una lettura orizzontale dei quattro pannelli che comincia con la Caduta e termina con l’Ascesa secondo la sequenza: (a) - (b) - (c) - (d). Una lettura alternativa procede dall'ipotesi di una probabile sovrapposizione verticale dei pannelli, con a sinistra l’Ascesa sopra il Paradiso terrestre ed a destra, la Caduta dei dannati sopra l’Inferno. L’organizzazione per coppie di pannelli sovrapposti si conformerebbe al modello del Bouts che infatti svolge in un unico pannello le due scene riferite al Paradiso ed all'Inferno dando loro un’organizzazione verticale. L’originalità del Bosch sta nell'aver conferito uno spazio proprio a ciascuna scena senza rinunciare alla loro sequenzialità. In tal senso, i quattro pannelli potrebbero anche incorniciare non già una rappresentazione del giudizio universale bensì una rappresentazione dell’Ars moriendi, come suggerito da una miniatura del Livre d'heures noir, manoscritto attribuito a Philippe de Mazerolles e composto tra il 1466 ed il 1468. Tale miniatura, collegata all’ufficio dei defunti, raffigura il credente circondato dai suoi sul letto di morte che rivolge lo sguardo all’ampia finestra biforata che incornicia la doppia visione della Caduta dei dannati e dell’Ascesa degli eletti, come ultimo monito prima del trapasso.

### Caduta dei dannati
La prima tavola ha come soggetto la Caduta dei dannati. Si notano tre figure di anime malvagie che scaraventate da altrettanti diavoli sprofondano attraverso l’abisso infernale verso "una palude di cenere incandescente e di lava rosso fuoco". Al centro in basso, una quarta figura umana si trova già avvolta dai fumi, mentre in alto a sinistra (a destra per lo spettatore) un quarto diavolo sembra esultare in volo. Il paesaggio vulcanico è appena rischiarato di bagliori delle eruzioni. Nella parte alta, le sagome diaboliche, caratterizzate da un corpo scimmiesco con testa da pesce abissale e tipici barbigli, sono rese con poche sintetiche pennellate luminose di grande modernità che le ritagliano sul fondo nero, con tratti bianchi. Le figure umane sono invece definite da tratti ocra con lumeggiature gialle. I toni cupi e angoscianti che dominano la raffigurazione riescono a dare alla scena un'impressione sinistra di assoluta drammaticità. 

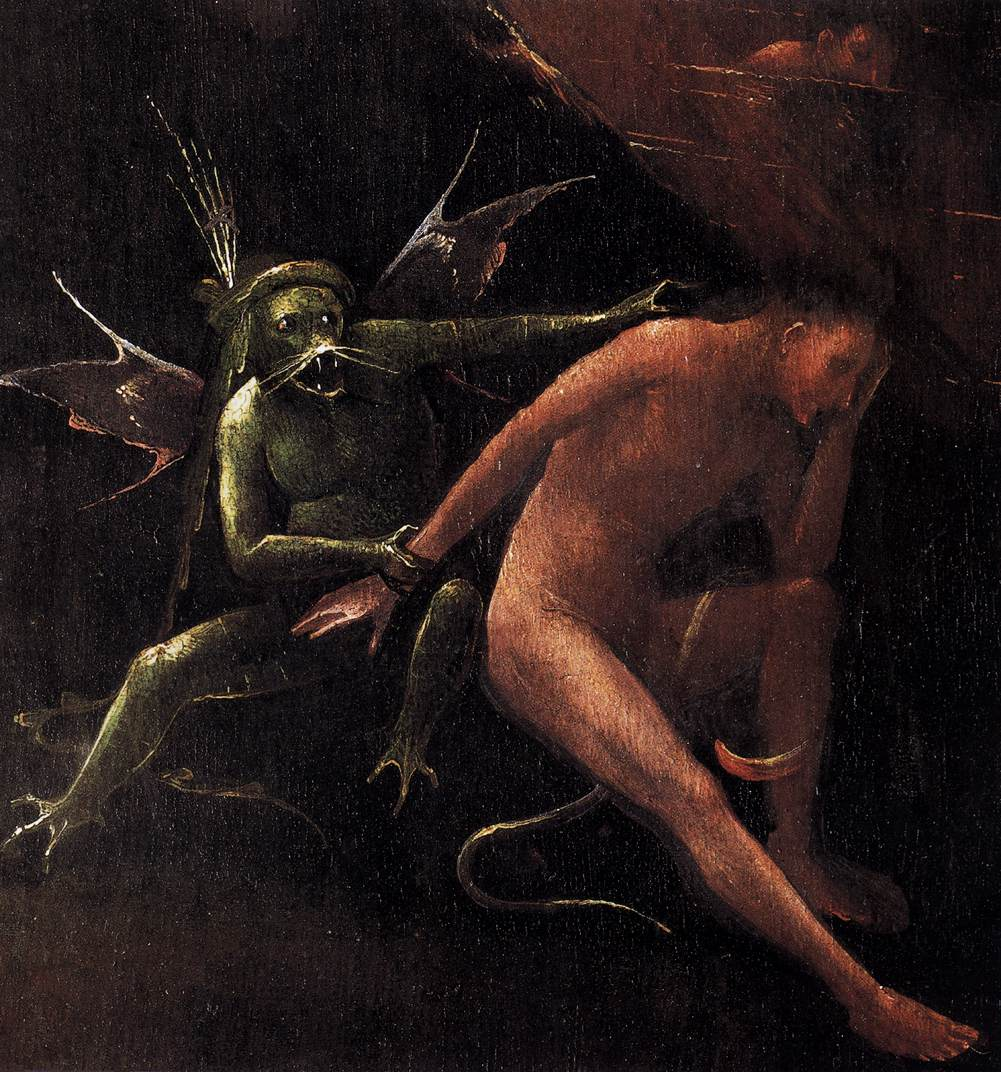
Dettaglio dellInferno

### Inferno
Il dramma della dannazione raggiunge poi il suo apice nella tavola seguente, l'Inferno, dove la rappresentazione è ancora ridotta all’essenziale, con poche figure in primo piano torturate dai demoni sullo sfondo di un antro oscuro, rischiarato solo dai fumi e dalle fiamme dell’incendio perpetuo, che rifulge dietro una minacciosa rupe aguzza. La composizione è organizzata secondo un modulo "a piani rialzati zigzaganti" il cui asse mediano coincide con il livello del fiume o lago infernale. La riva destra (sinistra per lo spettatore) è dominata da un albero secco leggermente piegato verso l'acqua e su cui poggia un grosso uccello. Dirimpetto, la riva sinistra è dominata da un promontorio da cui si erge un'alta rupe, sormontata da un cratere in fiamme e che essendo posta in controluce maschera una fonte sfavillante di luce giallo-verde che irradia tutta la parte mediana del paesaggio. Sul promontorio sosta un altro uccello, mentre un diavolo, visto da tergo, sale a riva precedendone un altro che pare urlare nella corrente che intanto trascina con sé un dannato, mani e testa a fior d’acqua, forse inseguito dal diavolo. Tra le due rive, a metà dello stretto, affiora il braccio destro di un dannato che affonda. In primo piano sulla riva destra si nota una figura maschile, ignuda, che si tiene il capo in atto di totale scoramento mentre un mostro diabolico di color verde la tiene per il braccio avvinghiandosi nel contempo con la coda alla gamba sinistra del dannato. Più in là, un altro diavolo colpisce con un lungo pugnale un dannato. In secondo piano due dannati piangenti, rimangono rannicchiati in acqua al riparo della corrente.

### Paradiso terrestre
La terza tavola rappresenta il Paradiso terrestre, nel quale uomini e donne sono accompagnati da angeli verso una foresta, oltre la quale è visibile una collina dove si trova la fontana della giovinezza, che si staglia in alto, secondo una prospettiva da sogno, sullo sfondo di un lontanissimo paesaggio che sfuma in profondità. A destra, nella boscaglia, si vede un leone che sta divorandone un altro e che, secondo Charles de Tolnay, simboleggia un anticipo della corruzione che interromperà la perfetta esistenza nel paradiso terrestre.

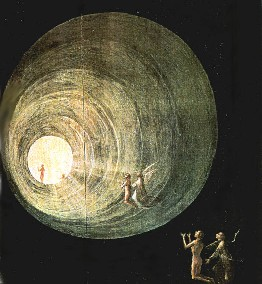
Dettaglio dellAscesa all'Empireo

### Ascesa all'Empireo
La quarta tavola mostra l'Ascesa all'Empireo, in cui una serie di anime nude, trasportate da coppie di angeli, vengono condotte verso un tunnel con in fondo una grande luce, quella del Paradiso. Si tratta di un'invenzione di grande efficacia, resa con la semplice giustapposizione di cerchi non concentrici scalati nella tonalità dal blu più scuro all'azzurro chiaro, forse ispirata a miniature tardo-medievali. Le anime appaiono come attratte e risucchiate dalla luce e dal colore, presentandosi in ginocchio e senza peso verso il varco, con un andamento ascendente a zig-zag di notevole efficacia. In fondo al tunnel le aspetta un personaggio, forse un angelo o san Pietro, immerso nella luce assoluta.

## Fortuna critica
(Jacques Combe, cit., pag. 26)
(Beverly Louise Brown, scheda dell'opera, in: Aikema, Brown, cit., pag. 432)
(Roger Van Schoute; Monique Verboomen, Jérôme Bosch, cit., pag. 174)